# 마델룽 상수
마델룽 상수 (Madelung constant, - 常數)는 이온 결정에서 격자안의 한 원자가 받는 정전기력을 나타내는 상수이다. 마델룽 상수를 알면 단위격자의 거리가 변하더라도 그 정전기력을 계산할 수 있다. 이름은 독일의 물리학자 에르빈 마델룽의 이름을 딴 것이다.

## 배경
기존에 격자 에너지(ΔU)를 구할 때는 이온결합의 대상이 되는 두 원자 간 상호작용만 고려 했고 두 원자의 전하, 핵 간 거리 등을 통해 격자에너지를 구했다. 하지만 이온결합의 대상이 되는 원자 외에도 이온 격자 구조에서 주위 이온들이 영향을 끼치므로 보다 정확한 격자에너지를 구하기 위해 위의 마델룽 상수를 도입하게 되었다.